# 디즈니 미디어 앤드 엔터테인먼트 디스트리뷰션
디즈니 엔터테인먼트(Disney Entertainment, 줄여서 DE)은 미국의 복합 기업 월트 디즈니 컴퍼니의 5대 사업 부문 중 하나다. 디즈니의 미디어와 엔터테인먼트 조직의 개편을 위해 2020년에 결성되었고, 디즈니의 스트리밍 서비스와 광고 영업 부서, 리니어와 신디케이트 텔레비전 네트워크로 구성된다.

## 개요
월트 디즈니 컴퍼니는 미디어와 엔터테인먼트 조직 개편의 일환으로 월트 디즈니 다이렉트투컨슈머 & 인터내셔널을 DMED와, 디즈니의 국제 자회사들을 관리하는 디즈니 인터내셔널 오퍼레이션스(Disney International Operations)로 분할했다. DMED의 초대 회장으로 커림 대니얼이 임명되었다.

## 부서

### 스트리밍
- 디즈니+
  - 스타
- 훌루
- 디즈니+ 핫스타
- 스타+

### 기술
- 디즈니 스트리밍 서비스

### 광고 영업
- 디즈니 애드버타이징 세일스
  - 디즈니 크리에이티브 웍스

### 컨텐트 유통과 판매
- 디즈니 플랫폼 배급
  - 월트 디즈니 스튜디오 모션 픽처스
    - 월트 디즈니 스튜디오 홈 엔터테인먼트

  - 국내 텔레비전 배급
  - 국외 텔레비전 배급
  - 디즈니 뮤직 그룹

### 리니어 네트워크
- ABC 소유 텔레비전 방송국
- 디즈니 XD

### 디지털 상품
- 디즈니 디지털 네트워크
- 무비스 애니웨어